# Stand-up comedie

Damon Wayans, spectacol de stand-up din 2007

Prin stand-up-comedy se înțelege o reprezentație solo vorbită predominant de un comedian, ca o apariție scurtă sau un program de lungă durată.

## General
Un stand-up comic este cineva care face comedie într-o manieră informală, vorbind cu publicul în absența celui de-al "patrulea perete" teatral. În mod normal aceasta se face de către un comic, cu un microfon. Se practică în cluburi, colegii, săli de teatru, locații alternative – aproape oriunde există un public doritor și deschis la comedie. Comicul redă o serie de povești amuzante într-un ritm rapid, glume scurte (numite bit-uri) și one-liners (glume care au și pregătirea, și poanta în interiorul aceleiași fraze). Toate acestea constituie monologul, rutina sau act-ul. Unii comici folosesc recuzită, muzică sau elemente de iluzionism în spectacolele lor.
Multe rutine de stand-up sunt similare cu one-man show-urile, diferența principală fiind așteptările publicului, care, la stand-up așteaptă un flux relativ constant de râsete. Aceasta afectează în schimb țelurile comicului, care se afla sub presiunea obligației de a livra aceste râsete.
Multe locații mici susțin evenimente “open mic” (microfon deschis) unde comicii amatori pot performa în fața unui public, oferindu-li-se astfel posibilitatea de a-și perfecționa meșteșugul și a pătrunde în branșă. Genul stand-up comedy este considerat dificil de stăpânit deoarece comicul se află în deplina putere a publicului, care este element integrant al spectacolului. Un comic experimentat trebuie să se raporteze cu rapiditate la dipoziția și gusturile oricărui tip de public și să își adapteze numărul în concordanță. Stand-up este o formă de artă comică devotată în mod deschis obținerii și primirii de râsete mai presus decât orice alta componentă a genului (spre deosebire de comedia teatrală, care creează comedia în structura unei piese folosindu-se de caractere și situații). Aptitudinile atribuite comicului care practică stand-up sunt diverse; adesea este necesar ca el să-și asume rolurile de scriitor, publicist, performer, promotor, producător și mașinist. Una dintre caracteristicile unui comic experimentat este abilitatea ca nu numai să facă față unui heckler (comentator din public, de multe ori malițios), ci să și câștige sala de partea sa și să o distreze cu o replică. Mulți comici care practică stand-up lucrează ani de zile ca să obțină 45 de minute de material și de obicei își interpretează numărul în mod repetitiv, perfecționându-l încetul cu încetul. Actorul și comicul Will Ferrel a afirmat că stand-up comedy este un gen dificil, singuratic și răutăcios.
Unii comici care practică stand-up ajung să aibă propriile emisiuni televizate sau să joace în filmele marilor case de producții, ajungând la un nivel de succes și recunoaștere de neobținut lucrând doar în circuitul cluburilor de comedie. Exemple în această privință sunt Woody Allen, Jerry Seinfeld, Bob Newhart, Bill Cosby, Martin Lawrence, Eddie Murphy, Chris Rock, Ellen DeGeneres, Robin Williams, Jim Carrey, Ray Romano, și recent Dane Cook.
În Olanda, un fenomen similar este “conferința”, care este similară cu stand-up comedy, dar durează în general o oră sau două. Performerul este numit “cabaretier”, dar numărul nu este chiar de cabaret. Există o tradiție veche de zeci de ani începută de Wim Kan ca astfel de “conferințe” să aibă loc de Revelion. În prezent cel mai faimos cabaretier este Freek de Jonge, care, în spiritul lui Wim Kan, ridiculizează figuri ale lumii politice. În 2006, a avut o conferință cu teme politice chiar în seara dinaintea alegerilor naționale.

## Istoric
Stand-up comedy își are rădăcinile în variate tradiții americane de divertisment popular din secolul 19, de la vaudeville și monologuri umoristice (Mark Twain fiind unul dintre maeștii acestui gen) până la clovneriile de circ. Majoritatea comicilor de la început erau priviți doar ca “spunători de bancuri” care încălzeau publicul în deschiderea spectacolului sau distrau mulțimea în timpul pauzelor. Să fii comic era considerat în principal un prim pas pentru a începe o carieră serioasă în show business. Glumele erau în general de un umor gros și (adeseori când nu erau transmise la radio sau televizor) moderat nerușinate, subiectele cuprinzând teme comice obișnuite (glume despre soacră, umor etnic etc.). Umorul “albastru” sau comedia care era considerată indecentă, era destul de popular în multe cluburi de noapte, dar repertoriul “albastru” limita considerabil șansele comicului de a obține succesul veritabil.
Inițiatorii genului stand-up comedy erau “maeștrii de ceremonii”, așa cum erau numiți adeseori, ai “epocii de aur” a emisiunilor radiofonice. Jack Benny, Fred Allen și Bob Hope provin cu toții din vaudeville și deseori își deschideau emisiunile cu monologuri și numere comice. Acestea urmăreau un subiect, erau caracterizate de improvizație și discuții privind diverse evenimente la ordinea zilei. Programele erau în majoritate împărțite în monologul de deschidere, un număr muzical, urmat de un skit sau povestire umoristică. Oaspeții acestor emisiuni erau variați și includeau alți comici radio ai zilei, ca Burns și Allen. O “dispută” între Fred Allen și Jack Benny a folosit ca material comic pentru aproape o decadă.
Spre sfârșitul anilor ’50 și în anii ’60, o nouă generație de comici americani a început să exploreze subiectele politice, relațiile rasiale și umorul sexual. Stand-up comedy a alunecat de la glumele rapide și one-linere către monologuri, adesea cu umor negru și satiră ascuțită. Lenny Bruce a avut o influență foarte mare în împingerea limitărilor în ceea ce era considerat divertisment acceptabil (între comici, asemenea “rupere de bariere” datează cel puțin din vremea vaudeville-ului într-o glumă tradițională numită Aristocrații pe care comici obișnuiau să și-o spună numai unii altora). Comicii de culoare ca Redd Foxx, multa vreme fiind legați de scenele segregate, au început de asemenea să pătrunda spre publicul alb în această perioadă.
Fenomenul stand-up comedy a explodat în timpul anilor ’70, câțiva entretaineri devenind mari vedete pe baza spectacolelor de stand-up. Acesta s-a extins de la cluburi de noapte și teatre la concerte uriașe în arene sportive. Richard Pryor și George Carlin au urmat stilul acerb al lui Lenny Bruce pentru a deveni simboluri ale contraculturii. Steve Martin și Bill Cosby au avut un nivel similar de succes cu numere comice de o factură mai blândă. Stilul vechi de stand-up comedy a fost menținut în viață de Rodney Dangerfield și Buddy Hackett, care s-au bucurat de o relansare a carierelor. Programe de televiziune ca Saturday Night Live și The Tonight Show au funcționat ca o rampa de lansare pentru alte stele ale genului comic.
Marea popularitate de care genul se bucura a dus la un boom al locațiilor în care acesta se putea practica, atât pentru comicii locali cât și pentru comicii care faceau turnee, în multe orașe americane. Multe stele ale genului au încheiat contracte importante cu posturile de televiziune, și celebrități ale televiziunii și lumii filmului ca Robin Williams, Eddie Murphy și Billy Cristal își testau aptitudinile comice cu apariții live de stand-up comedy. Apariția postului HBO (care putea prezenta comicii necenzurați) și a altor canale de televiziune prin cablu precum Comedy Central au adăugat nebuniei ce înconjura fenomenul.
Către anii ’90, suprasaturația a dus către un declin al genului, în timp ce piața a devenit oarecum inundată de comici. Cu toate acestea, comicii consacrați încă aveau spectacole cu casa închisă și noile talente aveau la dispoziție multe locații mai mici în care să se poată manifesta și eventual să își poată lansa cariera.
Mulți sunt de părere că Chris Rock, a cărui carieră și-a început ascensiunea în 1996 prin popularitatea imensă a spectacolului Bring the Pain, a avut o mare influență în revenirea fenomenului care a avut loc în cea de-a doua jumătate a anilor ’90. La început de secol 21, stand-up-ul se bucură de o nouă și sporită popularitate, nu numai datorită succesului înregistrat de Chris Rock, dar și datorită apariției mediilor accesibile de informare precum internetul și canalele de televiziune gen Comedy Central. La ora actuală există un anume fel de renaștere în lumea comediei datorită faptului că tineri comici (adesea cu vârstele cuprinse între cinsprezece și douăzeci și nouă de ani) își găsesc drumul către scenă și schimbă standardele, dezvoltând forma de artă într-o nouă direcție pentru o nouă eră.
În Statele Unite, New York este considerat în continuare de mulți ca fiind inima scenei stand-up, majoritatea vedetelor tinere aflate în ascensiune ca și cei mai în vogă performeri încercându-și cu regularitate materialul la clubul Comedy Cellar când nu se află în turneu. Clubul Caroline’s de pe Broadway a contribuit în pionieratul celor din “clubul capetelor de afiș și este considerat în continuare unul din cele mai importante cluburi din țară pentru capetele de afiș, performerii din trecut incluzandu-i pe Andrew Dice Clay, Bill Hicks, Colin Quinn, Gilbert Gottfried, Mitch Hedberg, Jerry Seinfeld.
În zona Greenwich Village din New York, comedia înflorește chiar și în afara circuitului de cluburi cu specific stand-up. Teatrele care sunt mai cunoscute pentru sketch comedy, ca Upright Citizens Brigade Theatre (UCB), ca și cabarete care nu oferă în exclusivitate nici unul din genurile comice, ca Rififi, au show-uri săptămânale de comedie. Teatrul UCB are “Crash Test” în fiecare luni, prezentat de Aziz Ansari. Rififi are “Invite Them Up”, prezentat de Bobby Tisdale și Eugene Mirman.
Am putea spune chiar că aceste locuri ajută la dezvoltarea unei noi forme de comedie – comedia alternativă – care implică umor mai bazat pe caractere, suprarealist sau absurd spre deosebire de observații asupra vieții de zi cu zi sau teme polemice. Un număr crescând de comici (Demetri Martin, Slovin și Allen, Andres du Bouchet) nu se urcă pe scenă pentru a spune numai glume, alegând să cânte sau să joace schițe, făcând spectacolele lor mai asemănătoare cu vaudeville-ul decât cu stand-up-ul tradițional.
Los Angeles este cealaltă piață majoră pentru stand-up-ul american, fiind sediul unei mari părți din industria americană de divertisment și oferindu-le comicilor cea mai mare posibilitate de a se extinde către film și televiziune. Scena de comedie din Los Angeles prezintă în mod consistent pe mulți din cei mai cunoscuți comici din lume care au spectacole în mod regulat în importante cluburi de comedie cum ar fi The Laugh Factory, Hollywood Improv sau Comedy Store. Această scenă este destul de criticată pentru faptul că are mulți comici interesați de a face tranziția către alte medii și mai puțini dedicați numai stand-up-ului ca formă de artă. Printre figurile proeminente de aici se numără Dane Cook, Kathy Griffin, Dom Irrera, Jim Carrey, Dante, Jay Leno (dintre care nici unul nu a avut debutul în Los Angeles) și mulți alții. Există o scenă de comedie care se dezvoltă cu rapiditate în zonele North Hollywood și Silverlake ale L.A.-ului, având în vedere că aceste zone au experimentat un aflux de artiști în ultima decadă deoarece prețurile în domeniul imobiliar au crescut în West Los Angeles.
Deși nu atât de recunoscut ca New York sau L.A., Boston a avut adesea o scenă de comedie înfloritoare. Cu toate că adesea se mută la New York sau Los Angeles înainte de a obține succesul în mainstream, Boston a produs aproape la fel de mulți comici notabili în anii ’90 ca și New York-ul.
Comicii importanți provenind din Boston sunt Denis Leary, Louis C.K., Lenny Clarke, Dane Cook, Doug Stanhope, Robert Kelly, Patrice Oneal, Bill Burr și Gary Gulman. Un alt număr de comici născuți în New Jersey și New York și-au făcut debutul în cluburile din Boston – Joe Rogan, Steven Wright și Bobcat Goldthwait. Boston poate fii văzut ca cel de-al doilea oraș al comediei.
San Diego este de asemenea cunoscut în lumea comediei pentru că aici au debutat mulți tineri ca Mark Brazil, Bobby Lee, Dat Phan, Fred Burns, Dante, Faison Love, Rene Sandoval, Jamie Foxx (care are o carieră serioasă în muzică și actorie, fiind laureat al premiului Oscar), Wild Willie Parsons, Anthony Ramos și Tommy Chun. Houston și Dallas au produs la rândul lor un număr respectabil de comici.
Emisiunea televizată Last Comic Standing a adus în ultima perioadă stand-up comedy de o factură mai blândă în casele oamenilor care altfel nu ar fi participat la astfel de evenimente.
În afara Statelor Unite, există scene de stand-up comedy înfloritoare în Canada, Marea Britanie, Irlanda și Olanda unde au loc festivaluri importante de comedie, film și industrie a divertismentului. Nu numai asta, dar unii comici chiar își folosesc numerele de stand-up pentru a avea un impact asupra relațiilor internaționale sau pentru a promova pacea și înțelegerea între culturi. Spre exemplu, proiectul “Allah Made Me Funny – Official Muslim Comedy Tour” este realizat de trei comici musulmani din America (Preacher Moss, Azhar Usman și Azeem) ce se folosesc de umor în general și de stand-up comedy în particular pentru a detensiona relația dintre musulmani și non-musulmani, a promova o mai bună înțelegere a culturii și obiceiurilor musulmane și a face comentarii sociale legate de viața musulmană în America.
Stand-up comedy este principalul obiectiv a trei festivaluri internaționale majore: Edinburgh Fringe Festival în Edinburgh, Scoția; Just for Laughs în Montreal, Canada; Melbourne International Comedy Festival în Melbourne, Australia; și a unui număr de festivaluri mai mici, dintre care cele mai importante sunt Boston Comedy and Film Festival și New York Underground Film Festival. Formatul de festival s-a dovedit a fii de mare succes în atragerea atenției către forma de artă și este adesea folosit ca loc în care se caută talente și piatră de încercare de către profesioniștii din industrie în căutare de fețe noi.